# マカロニスープ
マカロニスープ(Macaroni soup)は、マカロニを具材にしたスープである。イタリアの伝統料理で、豆と一緒にしたものは、パスタ・エ・ファジョーリとして知られる。w:Mrs. Beeton's Book of Household Managementにも含まれており、イタリアとの繋がりが言及されるとともに、パルメザンチーズを用いる料理とされている。19世紀初めには、イタリアの宿屋で最も一般的な料理の一つだった。
このスープは、貧しい鉱山労働者の健康を改善する料理と言われることがある。貧困時には、雑草を加えて、ビタミンやミネラルを補給することができる。安価に作れることから、学校や病院、刑務所等の給食のメニューとしてしばしば用いられる。栄養価を高めるために、ダイズ等のタンパク質源を加えることもある。1896年以降、学校の料理の教科書にも掲載されてきた。精神病患者を癒す食品として紹介する本もある。1882年には、ハーバード大学のメモリアルホールで学生用のメニューとして提供され、味よりも見た目が良いと評された。
フィリピンでは、一般的なマカロニスープは、タガログ語で「スープ」という意味のソパスと呼ばれる。これはアメリカ合衆国のチキンヌードルスープに起源を持つ料理で、マカロニと様々な野菜、肉（通常は鶏肉）に無糖練乳を加えて作る。フィリピンのコンフォート・フードと考えられており、寒い日や病人食として食べられる 。
ロサンゼルスでは、唐辛子を加えて提供されることがある。
インドネシアやマレーシアでは、チキンボールとともに提供される。インドネシアでは、子供のために作る簡易な食事や、ラマダンのシュフールとしてしばしば提供される。
香港の茶餐庁でもマカロニスープがよく見られる。香港のマクドナルドでは、朝食のメニューとして提供されている。
なお、アルファベット・パスタを用いたものは「ABCスープ」と呼ばれ、日本の一部地域においては学校給食の定番として認知されている。